# Władysława Mulak
Władysława Mulak (ur. 1938) – polska inżynier chemii. Absolwentka Politechniki Wrocławskiej. Od 2003 r. profesor na Wydziale Chemicznym Politechniki Wrocławskiej.